# Общество Фарадея
Общество Фарадея — британское общество по изучению физической химии, основанное в 1903 году и названное в честь Майкла Фарадея. В 1980 году оно объединилось с несколькими аналогичными организациями, включая Химическое общество, Королевский институт химии и Общество аналитической химии, образовав Королевское химическое общество, которое является одновременно учёным обществом и профессиональным органом. В то время Подразделение Фарадея стало одним из шести подразделений Королевского химического общества.
Общество Фарадея публиковало Труды Фарадея с 1905 по 1971 год, когда публикацию взяло на себя Королевское химическое общество.
Особого внимания заслуживают конференции под названием Дискуссии Фарадея, которые были опубликованы под тем же названием. Публикация включает обсуждение статьи, а также саму статью. На собрании больше времени уделяется обсуждению, чем автору, представляющему доклад, поскольку слушателям раздаются доклады до начала собрания. Эти конференции продолжают проводиться Королевским химическим обществом.
Помимо его президентов, ключевыми фигурами в Обществе Фарадея были Джордж Стэнли Уизерс Марлоу, секретарь и редактор общества с 1926 по 1948 год, и его преемник Фредерик Клиффорд Томпкинс. Томпкинс занимал должность редактора до 1977 года, а с 1978 по 1979 год был президентом отделения Фарадея объединённого Королевского химического общества. До объединения Томпкинс получал ценную помощь от Д. А. Янга, который стал редактором в 1977 году.